# Severokyperská fotbalová reprezentace
Severokyperská fotbalová reprezentace reprezentuje Severní Kypr, území na Kypru, které ovládá Turecko. Není členem FIFA ani UEFA, proto se nemůže účastnit mistrovství světa ani mistrovství Evropy. Severokyperská fotbalová asociace nese název Kıbrıs Türk Futbol Federasyonu (KTFF). První zápas reprezentace odehrála v roce 1962 proti Turecku. 
Severokyperská reprezentace je členem CONIFA, dříve byla členem NF-Board. Účastní se Mistrovství světa CONIFA. V roce 2006 se po roztržce s NF-Board rozhodla KTFF uspořádat svoji vlastní soutěž, ELF Cup.